# 8 Samodzielny Pułk Specjalnego Przeznaczenia
8 Samodzielny Pułk Specjalnego Przeznaczenia – jednostka Sił Operacji Specjalnych Ukrainy. Siedziba jednostki znajduje się w Chmielnickim. 

## Historia
Po rozpadzie Związku Radzieckiego 8 Brygada Specjalna Armii Czerwonej została podporządkowana Ministerstwu Obrony Ukrainy. We wrześniu 2003 roku jednostkę przeformowano z brygady w pułk.
15 lutego 2014 roku w bazie 8 pułku odbyło się spotkanie z przedstawicielami wywiadu wojskowego Ukrainy. W czerwcu 2014 roku 8 pułk wziął udział w potyczce z prorosyjskimi separatystami w pobliżu miasta Szczastia w obwodzie ługańskim, odnosząc poważne straty. Podczas wojny w Donbasie (przed pełnoskalową inwazją) z 8 pułku podczas walk zginęło co najmniej 15 komandosów, w tym jeden oficer.
Od momentu wybuchu wojny w Donbasie do pułku rekrutuje się wyłącznie żołnierzy kontraktowych, w tamtym czasie na wyposażeniu jednostki znajdowały się karabiny rodziny AK różnych typów bez dodatkowych przyrządów celowniczych.  

### Wojna pełnoskalowa
Po rozpoczęciu pełnoskalowej wojny rosyjsko-ukraińskiej pułk był wielokrotnie rotowany na różne odcinki frontu pełniąc rolę jednostki liniowej walczącej na froncie, nie wykonując operacji specjalnych, ale podstawowe elementy walki takie jak rozpoznanie czy zasadzki. Pułk walczył na odcinkach frontu bahmuckim, kurskim, oraz brał udział w kontrofensywie latem i jesienią 2023 r. na kierunku zaporoskim która zakończyła się katastrofalnym fiaskiem z powodu dużych strat w ludziach i nowoczesnym sprzęcie dostarczonym przez NATO oraz nieznacznym postępie na froncie. 
W sierpniu 2024 r. podczas ukraińskiej ofensywy w rejonie kurskim ukraińskim komandosom udało się wykonać zasadzkę na jedną ciężarówkę transportową, zabijając przy tym kilkunastu rosyjskich żołnierzy i nie ponosząc strat własnych.